# Tập đoàn quân Cờ đỏ 1
Tập đoàn quân Cờ đỏ 1 (tiếng Nga: 1-я Краснознамённая армия) là một tập đoàn quân của Hồng Quân trong Thế chiến thứ hai. Tập đoàn quân này đóng tại vùng Viễn Đông Nga.

## Lịch sử hình thành
Tập đoàn quân 1 được thành lập vào tháng 7 năm 1938 dưới tên gọi Tập đoàn quân Duyên hải ở vùng Viễn Đông. Trước đó Tập đoàn quân Viễn Đông Đặc biệt đã đóng tại vùng Viễn Đông, nhưng sau chiến dịch hồ Khasan chống lại quân Nhật, Stalin quyết định bãi bỏ tập đoàn quân này và thành lập 2 tập đoàn quân khác. Tập đoàn quân phòng thủ vùng Ussuri có sở chỉ huy đóng tại Voroshilov (giờ là Ussuriysk). Sau đó tập đoàn quân này nhanh chóng đổi tên thành Tập đoàn quân Cờ đỏ Độc lập 1. Chỉ huy tập đoàn quân là tướng Andrei Yeremenko, sau này là nguyên soái Liên Xô. Tập đoàn quân này đã có vài vụ đụng độ với Lục quân Đế quốc Nhật Bản, như Trận Khalkhin Gol, đến tháng 7 năm 1940 Tập đoàn quân Duyên hải 1 được đổi tên thành Tập đoàn quân Cờ đỏ 1. Đầu năm 1941, tập đoàn quân chịu trách nhiệm phòng thủ tất cả đường biên giới giữa Vladivostok và Khabarovsk; ngày 18 tháng 3 năm 1941, Tập đoàn quân 25 được thành lập nhằm phòng thủ khu vực phía Nam.

## Lực lượng biên chế

### 22 tháng 6 năm 1941
Tài liệu lưu trữ Liên Xô về thành phần biên chế của Tập đoàn quân vào ngày 22 tháng 6 năm 1941:
- Quân đoàn Bộ binh 26
  - Sư đoàn Bộ binh 21
  - Sư đoàn Bộ binh 22
  - Sư đoàn Bộ binh 26
- Quân đoàn Bộ binh 59
  - Sư đoàn Bộ binh 39
  - Sư đoàn Bộ binh 59
  - Lữ đoàn Bộ binh 1
  - Lữ đoàn Bộ binh 4
  - Sư đoàn Kỵ binh 8
  - Khu vực phòng thủ 105
- Quân đoàn Cơ giới hóa 30

### 9 tháng 8 năm 1945
- Quân đoàn Bộ binh 26
- Quân đoàn Bộ binh 59

6 sư đoàn bộ binh, 3 lữ đoàn xe tăng (75, 77, 257), 3 trung đoàn pháo tự hành, 6 tiểu đoàn pháo tự hành, 1 trung đoàn xe tăng hạng nặng/pháo tự hành, 5 lữ đoàn pháo binh.

## Chiến dịch Mãn Châu (1945)
Cho đến khi chiến tranh kết thúc vào năm 1945, Tập đoàn quân Cờ đỏ 1 đã phòng thủ một tuyến biên giới kéo dài ở vùng viễn đông của Liên Xô. Tháng 8 năm 1945, Liên Xô tuyên chiến với Nhật Bản, và Phương diện quân Viễn Đông Liên Xô đã thực hiện chiến dịch tấn công đạo quân Quan Đông của Nhật Bản đang chiếm đóng Mãn Châu, đây là một phần của Chiến dịch Mãn Châu của Liên Xô, do Nguyên soái Liên Xô Aleksandr Vasilevsky chỉ đạo. Khu vực tập đoàn quân hoạt động trải dài từ vùng núi, rừng taiga và các điều kiện đặc biệt khác. Lực lượng của Tập đoàn quân vào thời điểm bắt đầu chiến dịch gồm các quân đoàn bộ binh 26, 59; 6 sư đoàn bộ binh, 3 lữ đoàn xe tăng (75, 77, 257), 3 trung đoàn pháo tự hành, 6 tiểu đoàn pháo tự hành, 1 trung đoàn xe tăng hạng nặng/pháo tự hành, 5 lữ đoàn pháo binh gồm 410 xe tăng, pháo tự hành và 1.413 pháo, súng rối. Các khu phòng thủ 6 và 112 cũng được biên chế vào tập đoàn quân.
Tập đoàn quân Cờ đỏ 1 giải thể vào năm 1959 để thành lập quân khu Primorskiy. Tập đoàn quân Cờ đỏ 1 không nên nhầm với Tập đoàn quân dự bị tham chiến tại mặt trận Stalingrad vào tháng 6 năm 1942 và sau đổi tên lại thành Tập đoàn quân 64.

## Lãnh đạo các thời kỳ

### Tư lệnh
- K.P. Podlas, Sư đoàn trưởng, tháng 7 năm 1938 - tháng 12 năm 1938
- M.M. Popov, Sư đoàn trưởng, từ tháng 8 năm 1939 - Quân đoàn trưởng, từ tháng 6 năm 1940 - Trung tướng, tháng 7 năm 1939 - tháng 1 năm 1941
- A.I. Yeryomenko, Trung tướng, tháng 1 năm 1941 – tháng 6 năm 1941
- V.P. Vasilyev, Trung tướng, tháng 6 năm 1941 - tháng 10 năm 1942
- M.S. Savvushkin, Thiếu tướng, từ tháng 10 năm 1943 - Trung tướng, tháng 10 năm 1942 - tháng 6 năm 1945
- A.P. Beloborodov, Thượng tướng, tháng 6 năm 1945 - tháng 6 năm 1946[6]
- A.I. Danilov, Trung tướng, tháng 6 năm 1946 - tháng 7 năm 1946
- V.Ya. Kolpakchi, Thượng tướng, tháng 7 năm 1946 - tháng 3 năm 1950
- D.D. Lelyushenko, Thượng tướng, tháng 3 năm 1950 - tháng 4 năm 1953

### Ủy viên Hội đồng quân sự
- A.A. Romanenko, Chính ủy Sư đoàn, từ tháng 12 năm 1942 - Thiếu tướng, tháng 2 năm 1941 - tháng 7 năm 1943
- I.M. Smolikov, Thiếu tướng, tháng 7 năm 1943 - tháng 10 năm 1946

### Tham mưu trưởng
- M.M. Popov, Lữ đoàn trưởng, từ tháng 4 năm 1939 - Sư đoàn trưởng, tháng 9 năm 1938 - tháng 7 năm 1939
- G.A. Shelakhov, Thiếu tướng, tháng 7 năm 1939 - tháng 7 năm 1943
- Ye.Ya. Yusternak, Đại tá, từ tháng 2 năm 1944 - Thiếu tướng, tháng 12 năm 1943 - tháng 6 năm 1945
- F.F. Maslennikov, Thiếu tướng, tháng 6 năm 1945 - tháng 11 năm 1945